# Duchcov
Duchcov är en stad i Tjeckien.   Den ligger i regionen Ústí nad Labem, i den nordvästra delen av landet, 70 km nordväst om huvudstaden Prag. Duchcov ligger 217 meter över havet och antalet invånare är 8 937.
Terrängen runt Duchcov är varierad.Runt Duchcov är det tätbefolkat, med 427 invånare per kvadratkilometer. Närmaste större samhälle är Teplice, 6,9 km nordost om Duchcov. Trakten runt Duchcov består i huvudsak av gräsmarker.